# ريتشارد كونر
ريتشارد كونر (بالإنجليزية: Richard Conner)‏ هو جندي أمريكي، ولد في 23 ديسمبر 1843 في فيلادلفيا في الولايات المتحدة، وتوفي بنفس المكان في 4 نوفمبر 1923.